# Pašeráci
Pašeráci (1999, The Smugglers) je dobrodružný román pro mládež od anglicky píšícího kanadského spisovatele Iaina Lawrenceho. Jde o druhý díl jeho trilogie Širé moře (High Seas), odehrávající se na počátku 19. století, jejímž hlavním hrdinou je mladík John Spencer. První díl trilogie Vykradači vraků (1998, The Wreckers) ani závěrečný díl Piráti (2001, The Buccaneers) nebyly dosud česky vydány.

## Obsah románu
Na počátku vyprávění jede John Spencer se svým otcem koupit loď jménem Dračice. Je to sice nádherná loď, ale vypráví se o ní, že má černou duši a černé srdce, protože doposud sloužila k pašování. Navzdory mnoha varováním ji otec Johna Spencera koupí. Pak se mu také podaří najmout v jedné hospodě pro loď i kapitána. Ten se jmenuje Tucker Crowe a vydává se za zkušeného a poctivého námořníka.
John je otce pověřen, aby společně s kapitánem Crowem převezli Dračici z Doveru do Londýna. Při plavbě kanálem La Manche objeví ve vodě mrtvé tělo. V zápisníku mrtvého muže najdou popsané místo ve Francii, kde je uložen pašovaný koňak. John se s kapitánem rozhodnou, že pravé pašeráky předstihnou a náklad jim seberou, což se jim podaří. Zdá se, že to musí být sama loď, která jinak čestného chlapce navede k nekalé činnosti.
Po získání kontrabandu Dračice rychle vypluje, aby se její posádka nesetkala s pravými pašeráky. John s kapitánem brzy ale zjistí, že je pronásleduje jakýsi kutr. Díky mlze se jim podaří uniknout.
Brzy se ukáže, že kapitán Tucker Crowe je ve skutečnosti pěkný padouch. Johna podvede a ukradené zboží odveze na místo, kam jej měli dopravit praví pašeráci, protože je sám pašerák. John uteče z lodi a pomůže celníkům celou bandu pochytat včetně jejich vůdce, který je navenek ctihodným občanem.

## Česká vydání
- Pašeráci, Albatros, Praha 2004, přeložila Olga Turečková.